# Éblange
Éblange è un comune francese di 344 abitanti situato nel dipartimento della Mosella nella regione del Grand Est.

## Storia

### Simboli
Lo stemma del comune si blasona:
La pecora e i gigli sono i simboli di san Vendelino, patrono della parrocchia e protettore dei pastori, dei raccolti e del bestiame; il pastorale ricorda che la signoria di Éblange apparteneva all'abbazia di Mettlach.

## Società

### Evoluzione demografica
Abitanti censiti